# L'Enfant Sauvage
L'Enfant Sauvage är det franska heavy metal-bandet Gojiras femte studioalbum, utgivet den 26 juni 2012 på etiketten Roadrunner Records.

## Låtlista
Alla låtar är komponerade av Mario Duplantier och Joe Duplantier. Text av Joe Duplantier.
| Nr  | Titel                          | Längd |
| --- | ------------------------------ | ----- |
| 1.  | Explosia                       | 6:39  |
| 2.  | L'Enfant Sauvage               | 4:17  |
| 3.  | The Axe                        | 4:34  |
| 4.  | Liquid Fire                    | 4:17  |
| 5.  | The Wild Healer (instrumental) | 1:48  |
| 6.  | Planned Obsolescence           | 4:39  |
| 7.  | Mouth of Kala                  | 5:51  |
| 8.  | The Gift of Guilt              | 5:56  |
| 9.  | Pain is a Master               | 5:07  |
| 10. | Born in Winter                 | 3:51  |
| 11. | The Fall                       | 5:25  |

## Medverkande
- Joe Duplantier – sång, kompgitarr
- Christian Andreu – sologitarr
- Jean-Michel Labadie – basgitarr
- Mario Duplantier – trummor